# Mary McNeill
Mary Lauchline McNeill (* 27. September 1874 auf den Orkneys; † 10. Juni 1928 in Uganda) war eine schottisch-britische Ärztin und Suffragette. Sie diente im Ersten Weltkrieg bei den Scottish Women’s Hospitals for Foreign Service (SWH), wurde mit Verdienstmedaillen aus Großbritannien, Frankreich und Serbien ausgezeichnet und arbeitete später als Ärztin in Palästina, Indien und Uganda arbeitete, wo sie an Typhus erkrankte und verstarb.

## Leben
McNeill wurde als zweitältestes von zwölf Kindern von Jessie Janet Dewar aus Fochabers und Daniel McNeill, einem Pfarrer der Free Kirk aus Argyll und fast fünfzig Jahre lang Pfarrer von Holm, geboren. Ihre Schwester war F. Marian McNeill, die Autorin von The Silver Bough, einer Sammlung von Volksmärchen, Legenden und Mythen aus Schottland; der Bruder David wurde wie McNeill Arzt.
McNeill schloss 1905 ihr Medizinstudium an der Universität Glasgow ab. Bevor sie nach Orkney zurückkehrte, um als Allgemeinmedizinerin zu arbeiten, war McNeill als Assistenzärztin in London tätig.
In der Presse auf Orkney wurde sie erstmals 1908 erwähnt, als eine der Lokalzeitungen ihr Orgelspiel hervorhob. In der Gesellschaft Orkneys war McNeill offenbar breit begabt: Sie war Sängerin und Harmoniumspielerin in der Holm United Free Church; der Orkney Herald beschrieb McNeill als „accomplished musician“. Auch Begabung für Fremdsprachen, in der Literatur und in der Kunst wurden ihr zugeschrieben.
Als 1909 die Gründung einer Orcadian Women's Suffrage Society vorgeschlagen wurde, war McNeill unter den Anwesenden. Über die Gründung, die Frauwahlrechtsbewegung und McNeills Beitrag wurde 2019 ein preisgekrönter Animationsfilm mit dem Titel A Gude Cause Maks A Strong Erm – The story of the Orcadian Woman's Suffrage Society erstellt.
In der Zeitung The Orcadian vom Januar 1910 wird eine Rede McNeills vor der örtlichen Wahlrechtsgesellschaft unter dem Titel Co-operation ausführlich zitiert. Darin verwies McNeill auf die Unterschiede zwischen den Ansichten der orientalischen und der westlichen Zivilisation über Frauen. Sie verwies auch auf Länder wie Finnland und Norwegen, in denen Frauen bereits das Wahlrecht erhalten hätten. McNeill verlas auch eine vom Repräsentantenhaus von Wyoming verabschiedete Resolution, in der die vielen positiven Beiträge gewürdigt wurden, die Frauen seit der Einführung des Wahlrechts in diesem amerikanischen Bundesstaat geleistet hätten.
Im Juni 1910 leitete McNeill eine Versammlung der Orcadian Women's Suffrage Society, bei der Wilhelmina Hay Abbott als Gastrednerin auftrat. Im Februar 1911 hielt sie zusammen mit der Vorsitzenden der Society, Mary Anne Baikie, und einer Miss Flett erneut einen Vortrag mit dem Titel „A pageant of great women“ vor der Society. Ausgehend von der biblischen Figur der Debora sprach sie über Frauen in der Gegenwart und kam zu dem Schluss, dass „das Herz, der Instinkt und der Intellekt der Frauen in den Räten der Nationen zu spüren sein müssen, wenn die schlimmsten Übel der Zeit überwunden werden sollen“. McNeill leitete häufig die Diskussionen bei den Treffen der Orcadian Women's Suffrage Society, die sich nicht nur mit Fragen des Wahlrechts befasste, sondern auch mit der Lohngleichheit zwischen Männern und Frauen sowie mit sozialen Reformen.
Im Jahr 1912 gehörte McNeill zu den Ärzten der Region, die vor einem öffentlichen Ausschuss aussagte, dem auch der Parlamentsabgeordnete John Dewar und Katharine Stewart-Murray angehörten und der einberufen worden war, um die medizinische Versorgung auf den Orkney-Inseln zu untersuchen.
Mit dem Kriegsbeginn 1914 zog McNeill nach Leicester, um die Arztpraxis ihres Bruders zu übernehmen, damit dieser dem Royal Army Medical Corps beitreten konnte. Sie blieb dort und arbeitete eine Zeit lang im Fever Hospital, bis sie 1916 dem Scottish Women's Hospitals for Foreign Service beitrat.
In ihren Tagebüchern, die sich im Besitz des Imperial War Museum befinden, hat sie vermerkt, dass sie in Skopje und Thessaloniki Dienst tat, wo sie Prinz Alexander von Serbien, Präsident Eleftherios Venizelos, Flora Sandes und König Konstantin von Griechenland traf. McNeill arbeitete dort von Oktober 1916 bis Mai 1919, als sie nach Belgrad versetzt wurde.
Für ihren Dienst auf dem Balkan wurde McNeill, ebenso wie Elsie Inglis, die Gründerin des Services, mit der französischen Médaille d’honneur des épidémies in Vermeil und dem serbischen St.-Sava-Orden ausgezeichnet. McNeill wurde außerdem mit der British War Medal und britischen Victory Medal ausgezeichnet.
Nach dem Ende des Ersten Weltkriegs setzte McNeill ihre medizinische Tätigkeit im Ausland fort, zunächst im schottischen Missionskrankenhaus in Tiberias im damaligen Völkerbundsmandat für Palästina, dann in Indien und schließlich in Uganda, wo sie die erste Ärztin in der 1914 von den Little Sisters of St. Francis gegründeten Krankenhaus-Außenstelle in Kamuli, Busogaland, war. In dieser Zeit reiste sie auch mit ihrer Schwester Margaret durch Europa, und die beiden hatten 1925 eine Privataudienz bei Papst Pius XI. und konvertierten kurz darauf zum Katholizismus.
Am 10. Juni 1928 starb McNeill in einer abgelegenen Missionsstation in Uganda an Typhus.